# 춤추는 동물원
《춤추는 동물원》은 2010년에 개봉한 대한민국의 영화이다.

## 캐스팅
- 한희정 : 희정 역
- 몬구 : 준수 역
- 송수연 : 윤진 역
- 김준원 : 기석 역
- 김성태 : 성태 역
- 권구인 : 형석 역
- 유병덕 : 병덕 역
- 박재현 : 준아 역
- 박민영 : 기자 역
- 유창숙 : 희정할머니 역
- 반혜라 : 희정엄마 역
- 이동근 : 오퍼레이터 역
- 강윤순 : 악기상 점원 역
- 김명숙 : 레코드사 직원 역
- 이승주 : 모텔직원 역
- 유이 : 야옹이 역